# Io ho fermato quest'istante della tua bellezza - Emilio Greco scultore
Io ho fermato quest'istante della tua bellezza - Emilio Greco scultore è un film documentario del 2005 diretto da Edoardo A. Dell'Acqua e incentrato sulla vita e l'opera di Emilio Greco.